# Elecciones estatales de Renania del Norte-Westfalia de 2017

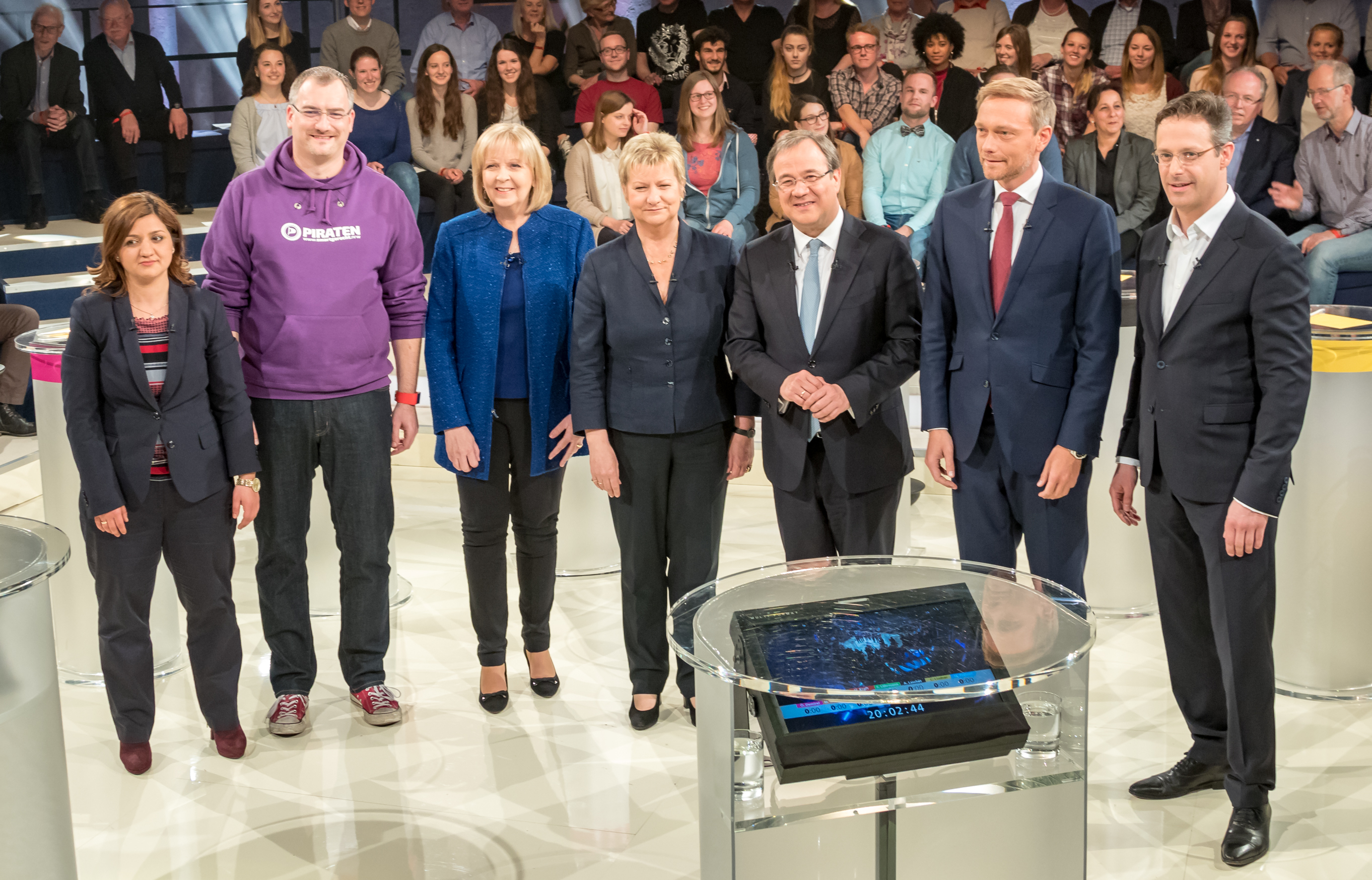
Los candidatos de los principales partidos en el programa de la WDR Wahlarena.

La elección estatal de Renania del Norte-Westfalia de 2017 se celebró el 14 de mayo de 2017, con el propósito de elegir a los miembros al del Parlamento Regional de Renania del Norte-Westfalia.

## Antecedentes
El gobierno titular estatal desde las elecciones de 2012 era una coalición del SPD—con la Ministra-Presidenta Hannelore Kraft— y Alianza 90/Los Verdes. La principal oposición estaba formada por la CDU, encabezada por Armin Laschet desde 2014, y el FDP liderado por Christian Lindner.

## Partidos participantes
Los siguientes partidos políticos participaron en la elección:
| Partido | Abreviatura          | Candidato principal  | Candidatos directos | Candidatos de lista |
| --- | -------------------- | -------------------- | ------------------- | ------------------- |
| Partido Socialdemócrata de Alemania                                                                                              | SPD                  | Hannelore Kraft      | 128                 | 130                 |
| Unión Demócrata Cristiana de Alemania                                                                                            | CDU                  | Armin Laschet        | 128                 | 114                 |
| Alianza 90/Los Verdes | GRÜNE                | Sylvia Löhrmann      | 128                 | 60                  |
| Partido Democrático Libre | FDP                  | Christian Lindner    | 128                 | 121                 |
| Partido Pirata de Alemania | PIRATEN              | Michele Marsching    | 107                 | 39                  |
| Die Linke | DIE LINKE            | Özlem Alev Demirel   | 127                 | 39                  |
| Partido Nacionaldemócrata de Alemania                                                                                            | NPD                  | Ariane Meise         | –                   | 9                   |
| Partido por el Trabajo, Estado de Derecho, Protección de los Animales, Incentivo a las Elites e Iniciativas Democráticas de Base | Die PARTEI           | Mark Benecke         | 20                  | 45                  |
| Freie Wähler | FREIE WÄHLER         | Christa Hudyma       | 8                   | 42                  |
| Alianza por la Innovación y la Justicia                                                                                          | BIG                  | Haluk Yildiz         | –                   | 21                  |
| Freie Bürger-Initiative/Freie Wähler                                                                                             | FBI/FWG              | Dirk Tegethoff       | –                   | 17                  |
| Partido Ecológico-Democrático | ÖDP                  | Benjamin Jäger       | 15                  | 17                  |
| A partir de ahora... Democracia a través de Plebiscito                                                                           | Volksabstimmung      | Helmut Fleck         | 4                   | 10                  |
| Partido Ser Humano, Medio Ambiente y Protección de los Animales                                                                  | TIERSCHUTZliste      | Jeanette Mettbach    | –                   | 2                   |
| Allianz Deutscher Demokraten | AD-Demokraten NRW    | Levent Önder         | –                   | 15                  |
| Alternativa para Alemania | AfD                  | Marcus Pretzell      | 111                 | 59                  |
| Aufbruch C – Christliche Werte für eine menschliche Politik                                                                      | AUFBRUCH C           | Jens Köhler          | 3                   | 16                  |
| Bündnis Grundeinkommen | BGE                  | Felix Naumann        | –                   | 17                  |
| Demokratische Bürger Deutschland                                                                                                 | DBD                  | Ralf Piekenbrock     | –                   | 18                  |
| Partido Comunista Alemán | DKP                  | Siw Mammitzsch       | 14                  | 21                  |
| Partido de Centro | ZENTRUM              | Hans-Joachim Woitzik | 3                   | 9                   |
| La Derecha | DIE RECHTE           | Kevin Koch           | 5                   | 10                  |
| Die Republikaner | REP                  | Kevin Krieger        | 4                   | 14                  |
| Los Violetas - por la Política Espiritual                                                                                        | DIE VIOLETTEN        | Markus Weiß          | –                   | 8                   |
| Jugend- und Entwicklungspartei Deutschlands                                                                                      | JED                  | Daniel Stroot        | –                   | 10                  |
| Partido Marxista-Leninista de Alemania                                                                                           | MLPD                 | Gabriele Gärtner     | 12                  | 26                  |
| PAN – die Parteilosen | PAN                  | Jan-Philipp Borth    | –                   | 4                   |
| Partei für Gesundheitsforschung                                                                                                  | Gesundheitsforschung | Saif Al Basri        | –                   | 7                   |
| Parteilose Wählergemeinschaft in der Bundesrepublik Deutschland                                                                  | PARTEILOSE WG „BRD“  | Udo Surmann          | 1                   | 4                   |
| Schöner Leben | –                    | Janina Herff-Stammen | –                   | 16                  |
| V-Partei³ – Partei für Veränderung, Vegetarier und Veganer                                                                       | V-Partei³            | Michael Kneifel      | –                   | 14                  |
| Familien-Partei Deutschlands | FAMILIE              | –                    | 1                   | –                   |
| Liberale Demokraten | LD                   | –                    | 1                   | –                   |
| Reformadores Liberal-Conservadores                                                                                               | LKR                  | –                    | 1                   | –                   |
| Independientes |                      | –                    | 18                  | –                   |
| Total |                      |                      | 967                 | 934                 |

## Encuestas

Evolución de las encuestas

### Partidos
| Encuestador             | Fecha      |        |        |       |        | Piraten | Linke |       | Otros |
| ----------------------- | ---------- | ------ | ------ | ----- | ------ | ------- | ----- | ----- | ----- |
| Forschungsgruppe Wahlen | 11.05.2017 | 31 %   | 32 %   | 6,5 % | 13,5 % | –       | 6 %   | 6,5 % | 4,5 % |
| YouGov                  | 11.05.2017 | 30 %   | 31 %   | 7 %   | 9 %    | 2 %     | 8 %   | 9 %   | 4 %   |
| Civey                   | 11.05.2017 | 32,5 % | 31,6 % | 6,4 % | 12,6 % | –       | 5,7 % | 6,4 % | 4,8 % |
| INSA                    | 09.05.2017 | 33 %   | 30 %   | 7 %   | 13 %   | –       | 5 %   | 7 %   | 5 %   |
| Forschungsgruppe Wahlen | 05.05.2017 | 32 %   | 32 %   | 7,5 % | 12 %   | –       | 6 %   | 6 %   | 4,5 % |
| Infratest dimap         | 04.05.2017 | 32 %   | 31 %   | 7 %   | 13 %   | –       | 5 %   | 8 %   | 4 %   |
| Forsa                   | 28.04.2017 | 35 %   | 29 %   | 6 %   | 12 %   | –       | 6 %   | 7 %   | 5 %   |
| YouGov                  | 25.04.2017 | 36 %   | 27 %   | 6 %   | 7 %    | 2 %     | 8 %   | 11 %  | 3 %   |
| Infratest dimap         | 23.04.2017 | 34 %   | 34 %   | 6 %   | 10 %   | –       | 5 %   | 8 %   | 3 %   |
| INSA                    | 11.04.2017 | 37 %   | 28 %   | 6 %   | 10 %   | –       | 5 %   | 10 %  | 4 %   |
| Infratest dimap         | 19.03.2017 | 37 %   | 30 %   | 6 %   | 9 %    | –       | 5 %   | 9 %   | 4 %   |
| Forsa                   | 15.03.2017 | 40 %   | 26 %   | 6 %   | 11 %   | –       | 5 %   | 7 %   | 5 %   |
| INSA                    | 05.03.2017 | 38 %   | 27 %   | 7 %   | 10 %   | –       | 4 %   | 11 %  | 3 %   |
| Infratest dimap         | 19.02.2017 | 37 %   | 30 %   | 7 %   | 7 %    | –       | 6 %   | 10 %  | 3 %   |
| Forschungsgruppe Wahlen | 10.02.2017 | 36 %   | 32 %   | 7 %   | 8 %    | –       | 5 %   | 9 %   | 3 %   |
| YouGov                  | 27.01.2017 | 31 %   | 31 %   | 11 %  | 7 %    | 1 %     | 5 %   | 12 %  | 2 %   |
| Emnid                   | 21.01.2017 | 32 %   | 30 %   | 10 %  | 8 %    | –       | 7 %   | 10 %  | 3 %   |

### Preferencia de Ministro-Presidente
| Institut                | Datum      | Hannelore Kraft (SPD) | Armin Laschet (CDU) |
| ----------------------- | ---------- | --------------------- | ------------------- |
|                         |            |                       |                     |
| Forschungsgruppe Wahlen | 14.05.2017 | 48 %                  | 37 %                |
| Infratest dimap         | 14.05.2017 | 49 %                  | 38 %                |
| Forschungsgruppe Wahlen | 11.05.2017 | 46 %                  | 38 %                |
| YouGov                  | 11.05.2017 | 34 %                  | 21 %                |
| Forschungsgruppe Wahlen | 05.05.2017 | 51 %                  | 33 %                |
| Infratest dimap         | 04.05.2017 | 49 %                  | 28 %                |
| Forsa                   | 28.04.2017 | 49 %                  | 25 %                |
| YouGov                  | 25.04.2017 | 42 %                  | 21 %                |
| Infratest dimap         | 23.04.2017 | 53 %                  | 31 %                |
| Infratest dimap         | 19.03.2017 | 57 %                  | 22 %                |
| Forsa                   | 15.03.2017 | 55 %                  | 22 %                |
| Infratest dimap         | 19.02.2017 | 58 %                  | 26 %                |
| Forschungsgruppe Wahlen | 10.02.2017 | 55 %                  | 29 %                |
| YouGov                  | 27.01.2017 | 46 %                  | 16 %                |
| Infratest dimap         | 30.10.2016 | 56 %                  | 20 %                |
| Mentefactum             | 11.09.2016 | 55 %                  | 30 %                |
| Infratest dimap         | 22.05.2016 | 58 %                  | 28 %                |
| Infratest dimap         | 13.12.2015 | 61 %                  | 21 %                |
| Forsa                   | 02.12.2015 | 63 %                  | 18 %                |
| YouGov                  | 26.11.2015 | 50 %                  | 15 %                |
| Infratest dimap         | 21.06.2015 | 64 %                  | 17 %                |
| YouGov                  | 18.12.2014 | 48 %                  | 19 %                |
| Infratest dimap         | 07.12.2014 | 59 %                  | 18 %                |
| Infratest dimap         | 11.05.2014 | 61 %                  | 18 %                |

## Resultados
Los resultados finales oficiales son:
- Inscritos: 13.164.887
- Votantes: 8.577.221
- Participación: 65,15 %
- Votos directos válidos: 8.455.190
- Votos de lista válidos: 8.487.413

| Partido              | Votos directos  | Votos directos | Votos directos      | Votos directos    | Votos de lista  | Votos de lista | Votos de lista |
| Partido              | Votos absolutos | %              | Candidatos directos | Mandatos directos | Votos absolutos | %              | Escaños        |
| -------------------- | --------------- | -------------- | ------------------- | ----------------- | --------------- | -------------- | -------------- |
| CDU                  | 3.242.524       | 38,35          | 128                 | 72                | 2.796.683       | 32,95          | 72             |
| SPD                  | 2.919.073       | 34,52          | 128                 | 56                | 2.649.205       | 31,21          | 69             |
| FDP                  | 723.725         | 8,56           | 128                 |                   | 1.065.307       | 12,55          | 28             |
| AfD                  | 460.479         | 5,45           | 111                 |                   | 626.756         | 7,38           | 16             |
| Verdes               | 509.571         | 6,03           | 128                 |                   | 539.062         | 6,35           | 14             |
| Die Linke            | 414.594         | 4,90           | 127                 |                   | 415.936         | 4,90           |                |
| Piraten              | 118.847         | 1,41           | 107                 |                   | 80.780          | 0,95           |                |
| Tierschutzliste      |                 |                |                     |                   | 59.747          | 0,70           |                |
| Die PARTEI           | 25.923          | 0,31           | 20                  |                   | 54.990          | 0,65           |                |
| Freie Wähler         | 8.667           | 0,10           | 8                   |                   | 33.083          | 0,39           |                |
| NPD                  |                 |                |                     |                   | 28.723          | 0,34           |                |
| BIG                  |                 |                |                     |                   | 17.421          | 0,21           |                |
| ÖDP                  | 7.208           | 0,09           | 15                  |                   | 13.288          | 0,16           |                |
| AD-Demokraten NRW    |                 |                |                     |                   | 12.688          | 0,15           |                |
| V-Partei³            |                 |                |                     |                   | 10.013          | 0,12           |                |
| Aufbruch C           | 2.919           | 0,03           | 3                   |                   | 9.636           | 0,11           |                |
| Volksabstimmung      | 2.099           | 0,02           | 4                   |                   | 8.386           | 0,10           |                |
| MLPD                 | 2.496           | 0,03           | 12                  |                   | 7.707           | 0,09           |                |
| Die Violetten        |                 |                |                     |                   | 7.171           | 0,08           |                |
| JED                  |                 |                |                     |                   | 7.054           | 0,08           |                |
| REP                  | 1.257           | 0,01           | 4                   |                   | 6.597           | 0,08           |                |
| Gesundheitsforschung |                 |                |                     |                   | 5.964           | 0,07           |                |
| BGE                  |                 |                |                     |                   | 5.260           | 0,06           |                |
| Schöner Leben        |                 |                |                     |                   | 5.162           | 0,06           |                |
| DBD                  |                 |                |                     |                   | 4.742           | 0,06           |                |
| Die Rechte           | 1.990           | 0,02           | 5                   |                   | 3.589           | 0,04           |                |
| Zentrum              | 1.182           | 0,01           | 3                   |                   | 3.336           | 0,04           |                |
| DKP                  | 2.416           | 0,03           | 14                  |                   | 2.899           | 0,03           |                |
| FBI/FWG              |                 |                |                     |                   | 2.877           | 0,03           |                |
| Parteilose WG „BRD“  | 634             | 0,01           | 1                   |                   | 2.002           | 0,02           |                |
| PAN                  |                 |                |                     |                   | 1.349           | 0,02           |                |
| Familie              | 291             | 0,00           | 1                   |                   |                 |                |                |
| LD                   | 99              | 0,00           | 1                   |                   |                 |                |                |
| LKR                  | 91              | 0,00           | 1                   |                   |                 |                |                |
| Independientes       | 9.105           | 0,11           | 18                  |                   |                 |                |                |
| Total                | 8.455.190       |                | 967                 | 128               | 8.487.413       |                | 199            |

La CDU se convirtió en el partido más fuerte, mientras que el SPD (que obtuvo su peor resultado en la historia del Estado) y los Verdes perdieron votos. Los Piratas fueron expulsados del Landtag, mientras que la AfD ganó la representación parlamentaria por primera vez. El FDP obtuvo su mejor resultado en la historia del Eatado. Die Linke no consiguió representación parlamentaria. La participación de votantes fue mayor que en la elección anterior. Tras la votación, la Ministra-Presidenta Kraft (SPD) renunció inmediatamente a todos sus cargos.
El 27 de junio Armin Laschet de la CDU fue elegido nuevo ministro-presidente en coalición con el FDP.